# (10165) 1995 BL2
1995 بي أل 2 (ويعرف أيضًا باسم (10165) 1995 بي أل 2 وفق تسمية الكوكب الصغير) (بالإنجليزية: 1995 BL2)‏ هو كويكب ضمن حزام الكويكبات؛ وترتيبه 10165 من حيث الاكتشاف.
اكتُشف هذا الجُرم الفلكي بواسطة سبيس واتش في 31 يناير 1995.

## وصلات خارجية
- (10165) 1995 BL2 في قاعدة بيانات مختبر الدفع النفاث لأجرام النظام الشمسي الصغيرة

- الاكتشاف · مخطط المدار ·  العناصر المدارية · المعلمات المادية

- (10165) 1995 BL2 على موقع ويكي سكاي: DSS2, SDSS, GALEX, IRAS, Hydrogen α, X-Ray, Astrophoto, Sky Map, Articles and images